# أكيتاكاتا (هيروشيما)
أكيتاكاتا هي مدينة تقع في شمال وسط محافظة هيروشيما، اليابان.  تبلغ مساحة هذه المدينة 538.17 (كم²)، ويبلغ عدد سكانها 31,565 نسمة حسب إحصاء سنة 2011 م.

## أعلام
- يوشيو ميكامي